# محمد تيمور
محمد تيمور (1892 - 1921م) ابن أحمد تيمور باشا، ومن مؤسسي الأدب القصصي والمسرحي في مصر. سافر إلى باريس لدراسة القانون، غير أنه عاد منها إلى القاهرة مع اشتعال الحرب العالمية الأولى عام 1914م، وانصرف منذ ذلك الحين إلى كتابة القصص والمسرحيات، متأثراً فيها بالمذهب الواقعي. اشترك في تأسيس ((جمعية أنصار التمثيل)) ومثلت له على المسرح عدة كوميديات اجتماعية، مثل:«العصفور في القفص» و«الهاوية» وأوبريت «العشرة الطيبة» التي لحنها سيد درويش. وله مجموعة من القصص القصيرة بعنوان ((ما تراه العيون)).
نشأ في أسرة عريقة على خلفية أدبية واسعة وعلم وجاه، رحل إلى برلين لدراسة الطب لكن حبه وشغفه بالأدب جعلاه يهاجر إلى فرنسا ليطلع على الأدب الأوربي عموما والأدب الفرنسي خصوصا اللذان تركا الأثر الكبير في حياته وعلى قصصه وأعماله، ليعود إلى مصر بعد ثلاث سنوات عام 1914 فألف فرقة تمثيلية عائلية ووضع مسرحيات.
نهض بسوية المسرح المصري من خلال مقالاته النقدية واقتراحاته التي استخدمها بالتأثير الكبير للمسرح الفرنسي، علاقته القوية بأخيه الأصغر- الكاتب ورائد القصة المصرية محمود تيمور- وقربه منه كانت كقرب الجفن من العين حيث كان محمود يعتبر أخاه الأكبر مثله الأعلى وخير مرشد له من خلال التمسك بنصائحه وتوجيهاته وآرائه السديدة بما يملكه من ثقافة واسعة وبعد النظر وحكمة للرأي، حتى إن محمود تأثر به في كتاباته باتجاهه نحو المذهب الواقعي في الكتابة القصصية وألف مجموعته القصصية الأولى على غرارها.

## كتاباته
شكلت كتابات محمد القصصية والمسرحية والشعرية والفكرية منظومة إبداعية متكاملة في مجال تحديث الأدب والفكر العربي حتى أن بعض المؤلفين قسموا الحياة الأدبية إلى عصرين هما عصر ما قبل تيمور وعصر ما بعد تيمور، فكانت كتاباته هي البداية الحقيقية للأدب العصري الحديث وبرع أيضاً في مجال القصة بوعي بناء فني ومضمون فكري وإرساء تقاليد القصة القصيرة باعتماده على موهبته الفذة وحسه الفني وثقافته الواسعة والسنين التي أمضاها في ربوع أوروبا بالإضافة إلى التحامه مع قضايا مجتمعه المصري فلم تكن إبداعاته محاكاة شكلية لأنماط الأدب الغربي بل كانت وسيلة لتوظيفها بتجسيد بلورة المضامين التي تهم أبناء شعبه.
يبرز وعي محمد المبكر بتقنيات القصة القصيرة فوقتها لم يكن لفن القصة وحتى الرواية أية تقاليد سابقة في الأدب العربي وربما مواكبته لانجازات رواد القصة كإدجار ألان بو وتشيخوف ومعاصرته لإرنست همنغواي التأثير الكبير لوضع القواعد الأساسية للقصة.

## ريادته في المسرح
بدأت ريادة محمد في المسرح بمسرحية العصفور في القفص عام 1918 حتى مسرحية الهاوية 1921 بأسلوب تحديثي للأدب المصري وبفن المسرحية القومية الأصيلة فلم يكن يلجأ للاقتباس أو الرجوع للتاريخ والتراث كما كان يفعل غيره. جمع بين قراءة التراث العالمي في فنون القصة والمسرحية وبين قراءة الحياة المعاصرة بكل قضاياها وصراعاتها وتفاعلاتها ولعل أهم قضية أو القضايا التي تعامل معه في مسرحياته مفهوم الأسرة والعلاقات الجنسية العاطفية التي يجب النظر إليها في ضوء علمي وموضوعي وعالجها بأسلوب رو منطقي عقلاني فريد حتى تسير في بحر هادئ لا تعكره أمواج الانحراف والتشتت، شغلت الطبقة المتوسطة معظم أعماله بوصفها العمود الفقري للمجتمع وجسرا للتواصل بين الطبقة العليا والدنيا.
لولا مقالات محمد النقدية عن الحياة المسرحية في عصره لما عرفنا الكثير عن نجومها وعروضها بكل ما تشمله معدات المسرح من تأليف، إخراج، ديكور ملابس وإضاءة وربما لم يكن حينها يوجد ناقد مسرحي آخر سوى محمد تيمور.

## وفاته
برع محمد في القصة القصيرة والمسرحية بالإضافة إلى كتابة المقالة والتعليق والتحليل بوصفها أدوات تنير الدرب أمام القارئ وتحدث فكره ولقد كان شاعرا من الطراز الأول فقد نظم الشعر بطريقة وجدانية رقيقة.
شعر محمد بدنو أجله وهو في ربيع العمر فقال:
هيئوا لي باطن الأرض قبرا ودعوني أنام تحت التراب
في ظلام القبور راحة نفسي ومن النور شقوتي وعذابي
وافته المنية في 24 شباط عام 1921 عن عمر يناهز التاسعة والعشرين تاركا وراءه إرثا فكريا ضخما وإنجازا أدبيا واسعا بفترة لا تتخطى الثماني سنوات من 1913 وحتى 1921.
نشرت مؤلفاته بعد مماتهِ في ثلاثة مجلدات وميض الروح (ديوان شعره وكتاباته الأدبية وبعض القصص والخواطر) حياتنا التمثيلية (تاريخ التمثيل، نقد الممثلين، رواية الهاوية) المسرح المصري (عبد الستار أفندي، العصفور في القفص) وما تراه العيون (مجموعة قصصية) الأقاصيص المصرية.
كرمته الحكومة المصرية وتخليدا لذكراه أصدرت جائزة محمد تيمور للإبداع المسرحي العربي.

## روابط خارجية
- محمد تيمور على موقع الموسوعة البريطانية (الإنجليزية)